# Anthony Edwards
Anthony Edwards (født 5. august 2001) er en amerikansk professionel basketballspiller, som spiller for NBA-holdet Minnesota Timberwolves. Han har været på All-Star holdet to gange i sin karriere.

## Klubkarriere

### Minnesota Timberwolves
Edwards blev valgt af Minnesota Timberwolves med det første valg i NBA draften 2020. Han scorede 42 point i den kamp imod Phoenix Suns den 18. marts 2021, og blev hermed den tredje yngste spiller til at score 40+ point i en kamp i NBA's historie. Han sluttede ved sæsonens udgang på andenpladsen i Rookie of the Year-prisen, bag LaMelo Ball.
Edwards blev i 2022-23 sæsonen for første del af All-Star holdet, da han blev valgt som en af erstatningerne for en række skadet spillere. Han fortsatte sit gode spil i 2023-24 sæsonen, hvor han igen var del af All-Star holdet. Han scorede den 9. april 2024 for første gang 50+ point i en kamp, da han scorede 51 imod Washington Wizards.